# Торпедные катера ГДР
В список вошли все торпедные катера (ТКА) входившие в состав ВМС ГДР (Фольксмарине) в период с 1956 по 1990 год.

## Торпедные катера на подводных крыльях проекта «Forelle»

### Описание
3 катера были построены на верфи VEB Roßlauer Schiffswerft в Рослау (один из них опытовый) и поступили в ВМС ГДР в 1958—1963 годах, Прослужили немногим более двух лет и были разобраны на металл. Два катера служили в прибрежной пограничной бригаде ВМС ГДР.

### Список
1. Стр. № M 0 1956—1958
2. Стр. № M 5 1963—1965
3. Стр. № M 6 1963—1965

## Торпедные катера (Torpedoschnellboote) проекта 183 «Большевик»

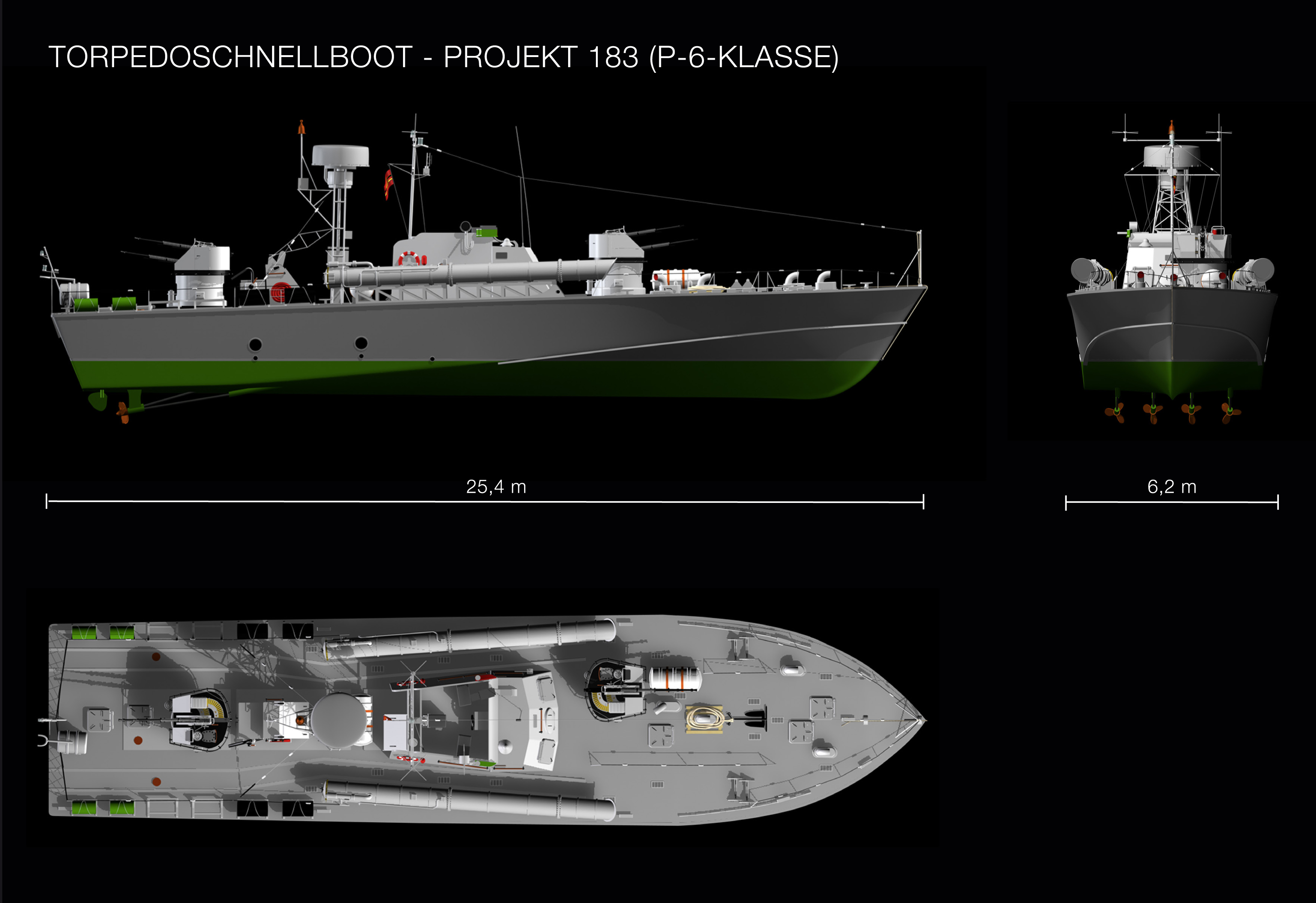
3 вида ТКА типа «Большевик»

### Описание
Основным типом советского торпедного катера, созданного в конце 40-х годов прошлого века на долгие годы стал большой ТКА проекта 183. Строительство велось с 1949 по 1960 г. на заводах: № 5 в Ленинграде, № 460 в Сосновке и № 602 во Владивостоке. Всего было построено более 420 катеров. ВМС ГДР в 1957—1960 годах получил от Советского Союза 27 катеров данного типа. Все они входили в состав 6-й флотилии Фольксмарине. В 1967—1969 годах выведены из боевого состава флота. «Вилли Бенш» затонул в результате столкновения с шведским морским паромом «Drottningen» 31 августа 1968 года. 3 катера в 1969 году переданы Танзании, где были введены в строй.
Двенадцать ТКА затоплены как волноломы в Дранске-Буг, из них три ТКА использовались для разведения форели

### Характеристики
- Водоизмещение: 56/61,5 т.
- Размеры: длина: 25,5 м; ширина: 6,18 м; осадка: 1,3 м.
- Мощность: 4800 л.с.
- Макс. скорость хода: 43 уз.; Дальность хода: 1000 миль.
- Вооружение: 2 x 2 25-мм АУ 2М-3; 2 x 533-мм ТА ТТКА-53М, 8 ББ-1.
- Экипаж: 14 человек.# «Юлиус Адлер» 1957—1968

### Список
1. «Эдгар Андре» 1957—1967
2. «Рудольф Брайтшайд» 1957—1968
3. «Руди Арндт» 1957—1967
4. «Герберт Бальцер» 1957—1967
5. «Вилли Бенш» 1957—1968
6. «Бернард Бестляйн» 1957—1968
7. «Артур Бекер» 1957—1967
8. «Фриц Бен» 1957—1968
9. «Ганс Беймлер» 1958—1971
10. «Ганс Коппи» 1958—1967
11. «Ханно Гюнтер» 1958—1971
12. «Фриц Геккерт» 1958—1967
13. «Адам Кукхофф» 1958—1968
14. «Арвид Харнак» 1960—1970
15. «Бруно Кюн» 1960—1970
16. «Эрих Куттнер» 1960—1969
17. «Хайнц Капелле» 1960—1970
18. «Фриц Леш» 1960—1969
19. «Вильгельм Лейшнер» 1960—1970
20. «Фриц Ридель» 1960—1970
21. «Йозеф Ромер» 1960—1969
22. «Макс Рошер» 1960—1971
23. «Фите Шульце» 1960—1969
24. «Антон Саефков» 1960—1970
25. «Эрнст Шнеллер» 1960—1969
26. «Вольфганг Тисс» 1960—1969

## Легкие торпедные катера (Leichtes Torpedoschnellboote) проекта 63.300 «Iltis»

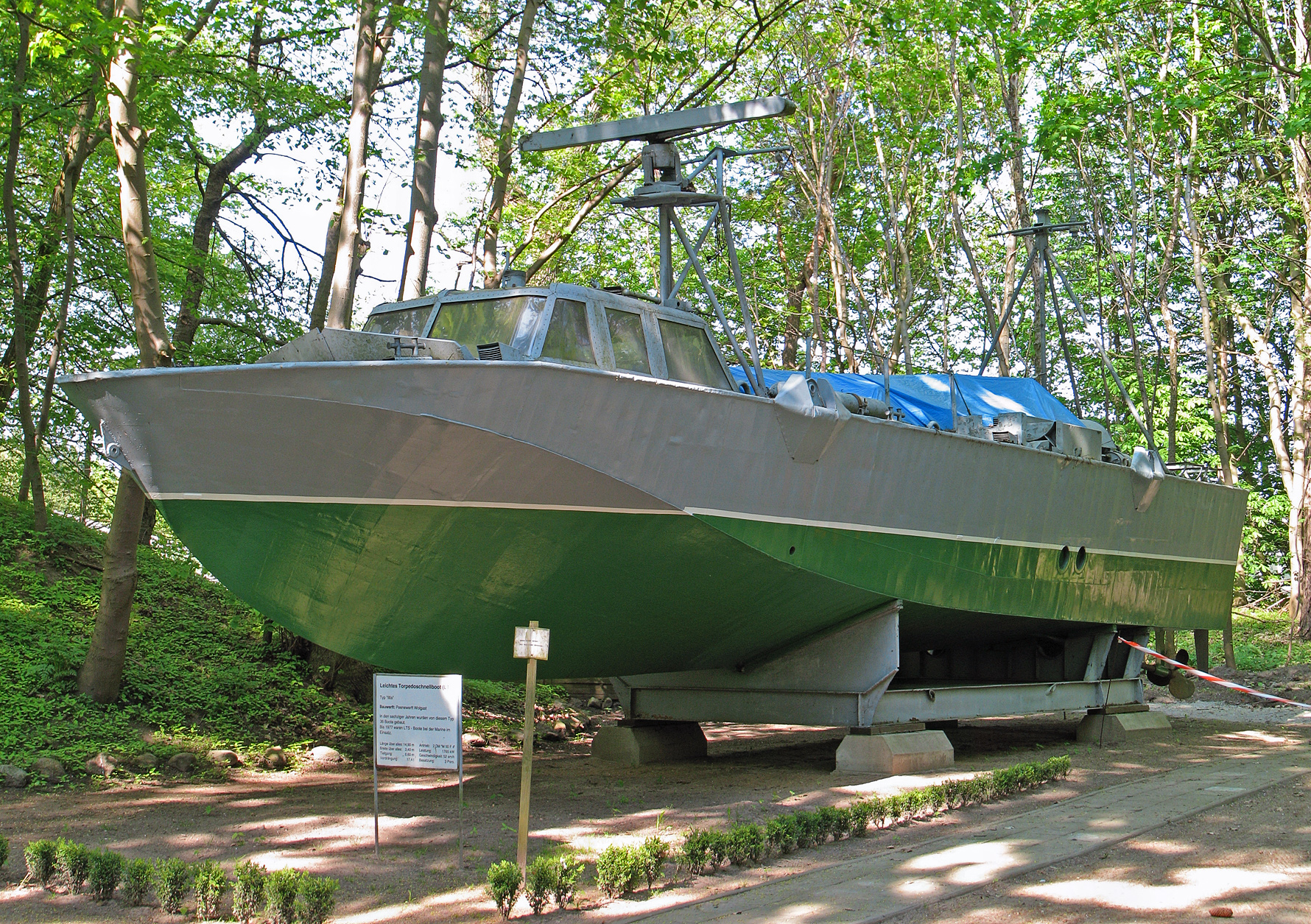
ТКА Iltis Typ LTS проекта 63.300

### Описание
Серия из 30 лёгких торпедных катеров строилась на верфи VEB Peenewerft в Вольгасте в 1964—1966 годах. До них в 1960—1963 годах были построены ещё восемь опытных прототипов. 36 катеров входили в состав 6-й флотилии Фольксмарине. Исключены из состава флота в 1973—1979 годах.

### Характеристики
- Водоизмещение: 16,8 тонн.
- Размеры: длина: 14,8 м; ширина: 3,4 м; осадка: 1,5 м.
- Мощность: 2 400 л.с.
- Максимальная скорость: 52 узла.
- Вооружение: 2 x 533-мм торпедных аппарата.
- Экипаж: 3 человека.

## Легкие торпедные катера (Leichtes Torpedoschnellboote) проекта 68.200 «Hydra»

### Описание
Серия из 23 лёгких торпедных катеров была построена на верфи VEB Yachtwerft в Берлине в 1964—1968 годах. Исключены из состава флота в 1967—1975 годах. Без вооружения, в виде транспорта катер мог перевозить до 30 человек. Входили в состав 6-й флотилии Фольксмарине. Катер 952 был поврежден в результате столкновения с ракетным катером проекта 205. Исключены из состава флота в 1967—1975 годах.

### Характеристики
- Водоизмещение: 19,1 тонн.
- Мощность: 2400 л.с.
- Размеры: Длина: 17,1 м; Ширина: 3,6 м; Осадка: 1,45 м.
- Максимальная скорость: 52 узла; Дальность хода: ок. 200 миль.
- Вооружение: 3 x 533-мм торпедных аппарата или 533-мм торпедный аппарат и 6 морских мин.
- Экипаж: 3 человека.

## Большие торпедные катера (Große Torpedoschnellboote) проекта 206 (по коду НАТО — «Shershen»)

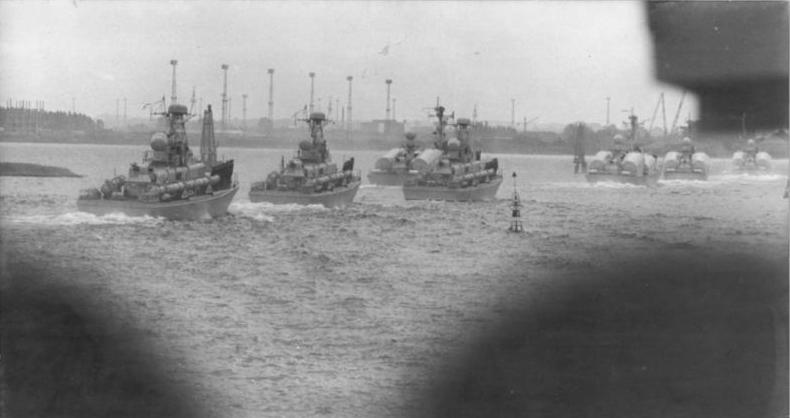
4 проекта 206 на переднем плане и 4 проекта 205. 1974

### Описание
Строились на верфях в Ярославле и Ленинграде. Всего ВМС ГДР с октября 1968 года по октябрь 1971 года получили 18 катеров данного типа. Предназначенные для 6-й флотилии Фольксмарине, катера базировались у Дранске. Катера начали списывать уже с 1984 года. Последние шесть были исключены из Фольксмарине в феврале 1990 года, незадолго до краха ГДР.
- Водоизмещение: 145/170 т.
- Размеры: длина: 34,8 м; ширина: 6,72 м; осадка: 1,46 м.
- Макс. скорость хода: 45 узлов; Дальность хода: 500 миль.
- Вооружение: 2×2 AK-230 30 мм; 4 × 533 мм торпедных аппарата. 1 × ПЗРК Стрела-2, 12 глубинных бомб.
- Экипаж: 24 человека.

### Список
1. «Артур Бекер» 1968—1984
2. «Ганс Коппи» 1968—1984
3. «Бернард Бестляйн» 1968—1984
4. «Эдгар Андре» 1969—1984
5. «Фриц Геккерт» 1969—1984
6. «Вилли Бенш» 1969—1986
7. «Вальтер Хуземан» 1969—1986
8. «Адам Кукхофф» 1969—1984
9. «Вильгельм Флорин» 1969—1990
10. «Эрнст Грубе» 1970—1990
11. «Рудольф Брайтшайд» 1970—1986
12. «Фриц Бен» 1970—1986
13. «Эрнст Шнеллер» 1970—1990
14. «Антон Саефков» 1970—1990
15. «Фите Шульце» 1970—1986
16. «Арвид Харнак» 1971—1985
17. «Бруно Кюн» 1971—1990
18. «Хайнц Капелле» 1971—1990

## Малые торпедные катера (Torpedoschnellboote) проекта 131.400 (Libelle Klass)

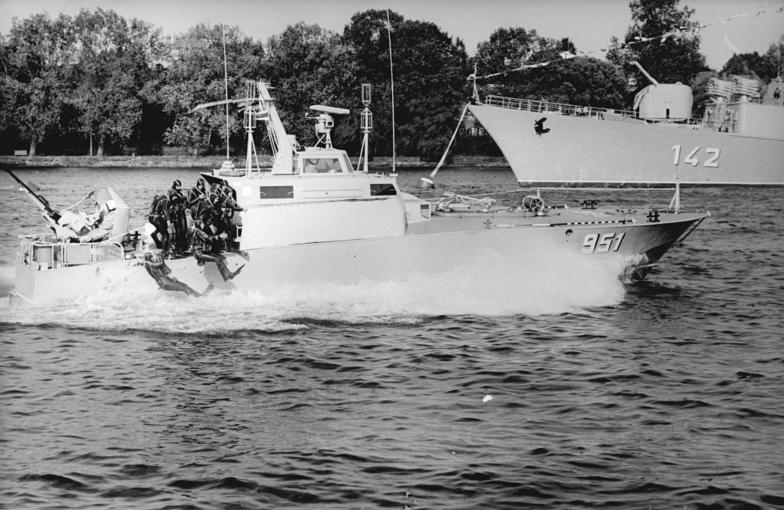
Торпедный катер № 951 ссаживает боевых пловцов ГДР. 1979

### Описание
Сверхмалые (водоизмещением 28 тонн) ТКА типа «Libelle» (дальнейшее развитие ТКА типа «Iltis») с желобными торпедными аппаратами для 533-мм торпед. Торпеда выстреливалась назад — так же, как это делали советские ТКА типа «Г-5» в 1930—1940 гг. ВМФ ГДР располагал тридцатью ТКА типа «Libelle». Строились в 1974—1977 годах на верфи VEB Peenewerft в Вольгасте. Входили в состав 6-й флотилии Фольксмарине. Исключены из состава флота: в 1982 году — 1 ед.; в 1984 году — 15 ед.; в 1989 году — 11 ед; в 1990 году — 2 ед. Катер 951 затонул близ Хиддензее 7 июня 1986 в результате столкновения с ракетным катером проекта 205 3-й бригады РКА.

### Характеристики
- Водоизмещение: 28 т.
- Размеры: длина: 18,96 м; ширина: 4,42 м; осадка: 1,74 м.
- Мощность: 3600 л.с.;
- Экипаж: 5 человек;
- Скорость хода: 48 узлов.
- Вооружение: 2 x 533-мм торпедных аппарата; 1 двуствольное 23-мм орудие DL2V23 L/80.